# Oğuz Yılmaz (Fußballspieler, 1994)
Oğuz Yılmaz (* 12. April 1994 in Ordu) ist ein türkischer Fußballspieler.

## Karriere
Yılmaz wurde in der Jugend von Orduspor ausgebildet und am 29. August 2014 in den Profikader aufgenommen. Sein Debüt als Profi gab er am 21. Spieltag der PTT 1. Lig-Saison 2014/15 gegen Elazığspor, als er in der 75. Minute Furkan Mızrak eingewechselt wurde. Das Spiel verlor Orduspor mit 6:1.